# Wöllersdorf-Steinabrückl
Wöllersdorf-Steinabrückl – gmina targowa w Austrii, w kraju związkowym Dolna Austria, w powiecie Wiener Neustadt-Land. Liczy 4 193  mieszkańców (1 stycznia 2014).